# Musée français de la photographie
Pour les articles homonymes, voir Musée de la photographie.
Le musée français de la Photographie est un musée situé dans la commune française de Bièvres et le département de l'Essonne et la région Île-de-France. Il est labellisé Musée de France.

## Situation
Le musée est situé à l'extrême nord-est de la commune de Bièvres, à proximité de la route nationale 118 dans l'ancienne propriété du Val Profond. Il est la propriété du conseil départemental de l'Essonne Il est desservi par la gare de Bièvres sur la ligne V du Transilien (ancienne branche de la Ligne C du RER).

## Histoire
En 1949, Jean Fage avec son fils André, réunirent autour d'eux des passionnés de photographie qui allaient donner naissance au Photo-club du Val de Bièvres afin de partager les connaissances photographiques.
Dès 1950, ils commencèrent à acquérir et à rassembler une collection d'objets et d'images pour faire connaître aux membres du club l'histoire de la photographie et c'est cette collection qui constitua l'embryon du premier musée de la Photographie qui vit le jour dans les locaux de la mairie de  Bièvres [réf. nécessaire] en 1964.
Le musée fut enregistré à la sous-préfecture de Palaiseau le 10 février 1964, l'inauguration intervint le 7 juin 1964 à l'occasion de la première foire à la photo. Le 22 mai 1966 fut inauguré un monument en hommage à Nadar, le premier à avoir réalisé une photographie aérienne en 1858. Le musée fut agréé par le ministère de la culture le 22 janvier 1968.
En 1972, le conseil général acquit la propriété du Val Profond de trois cent cinquante mètres carrés avec un parc d'environ cinq mille mètres carrés. Le 18 juin 1973, le conseil général confia la gestion du musée à l'association du Musée français de la photographie, mais il en reprit la gestion le 4 avril 1974. En 2002, il fut labellisé musée de France.

## Collections
Avec plus de vingt-cinq mille objets, un million de photographies, une bibliothèque et un fonds documentaire technique unique, ce musée du Département de l’Essonne rassemble une des plus importantes collections européennes dédiées à ce medium. Elle témoigne de l'histoire conjuguée des techniques et des usages sociaux de la photographie. Cette collection est en partie consultable en ligne sur le site internet du musée museedelaphoto.fr

## Galerie

Quelques exemples d’appareils photo de la collection du musée
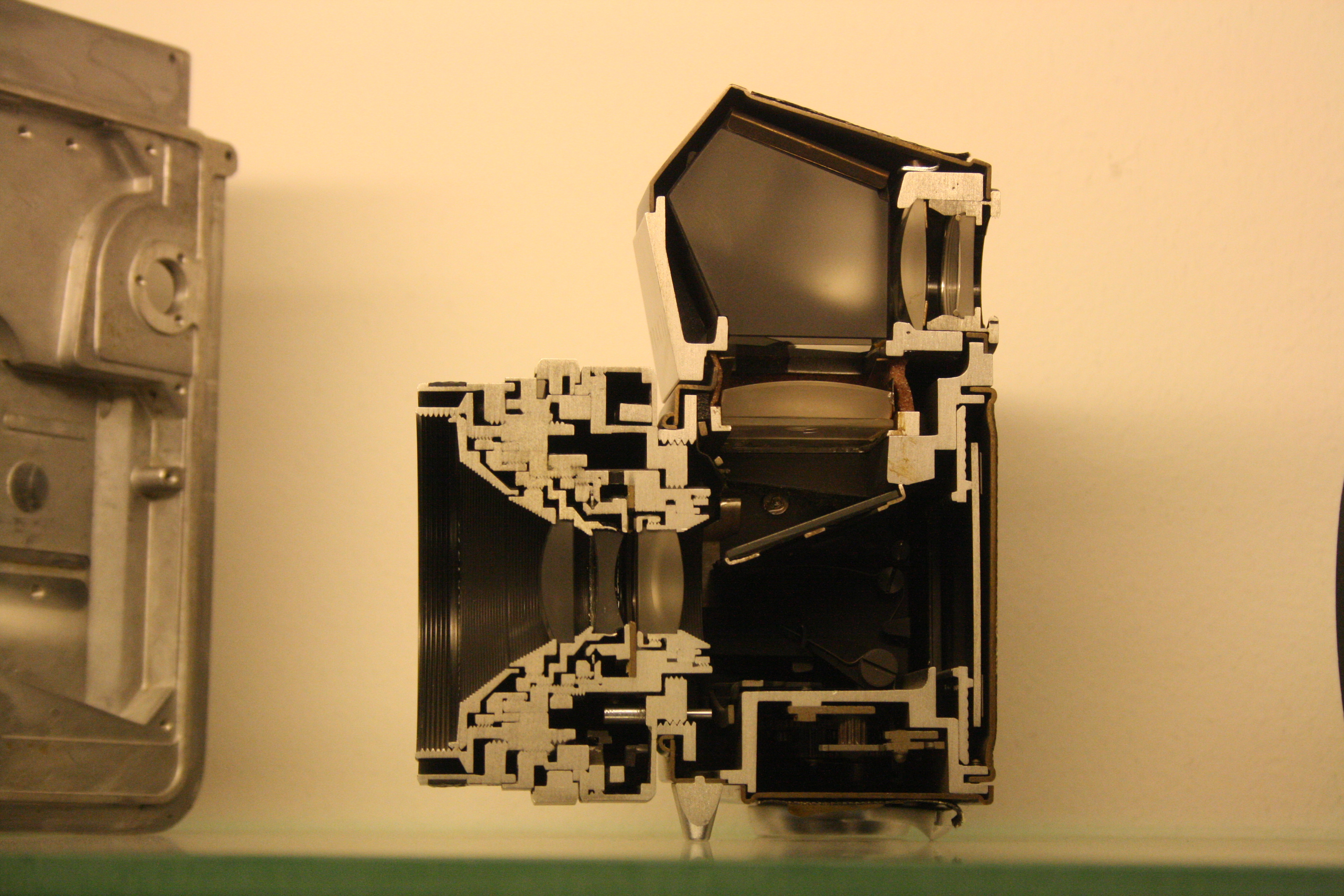
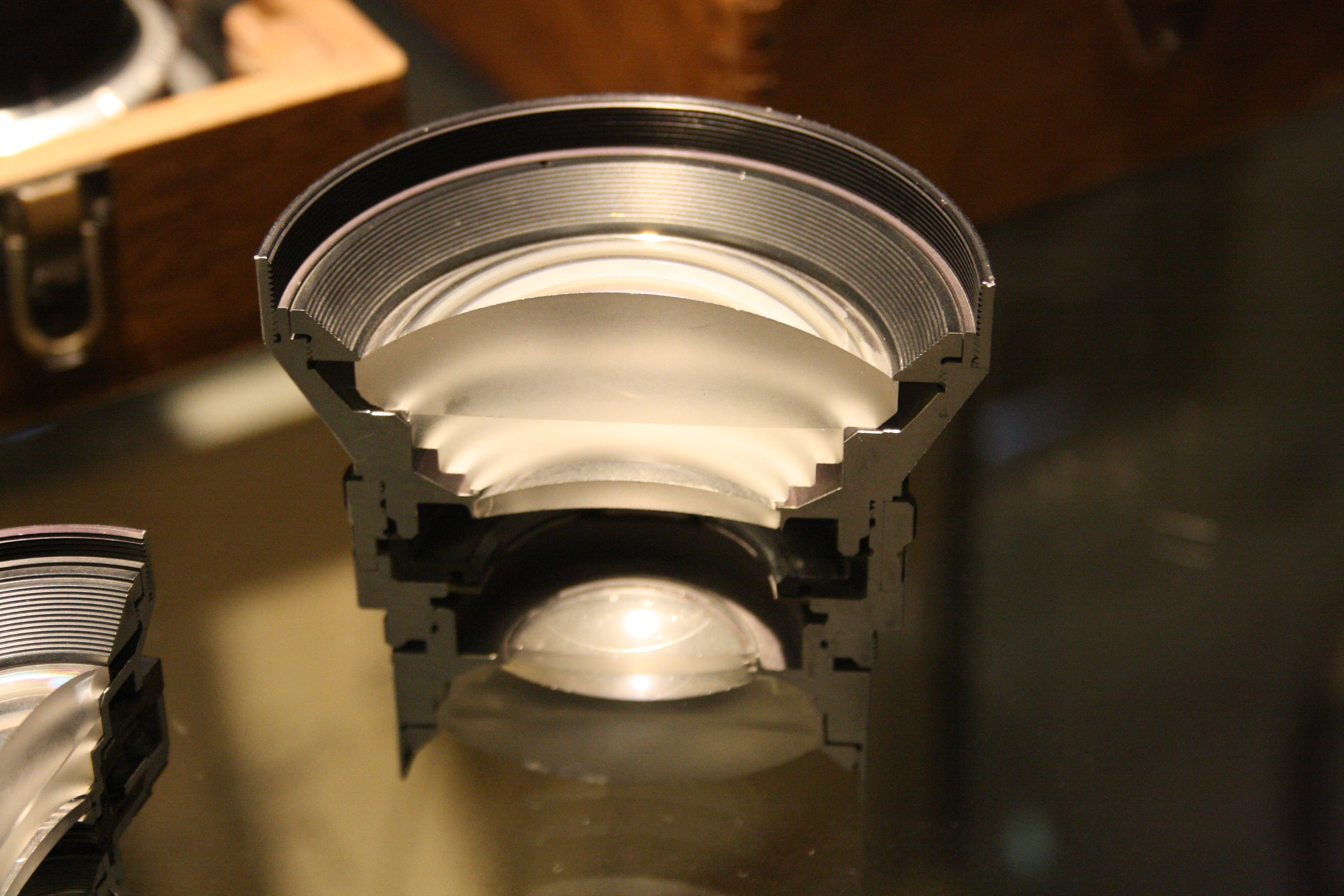
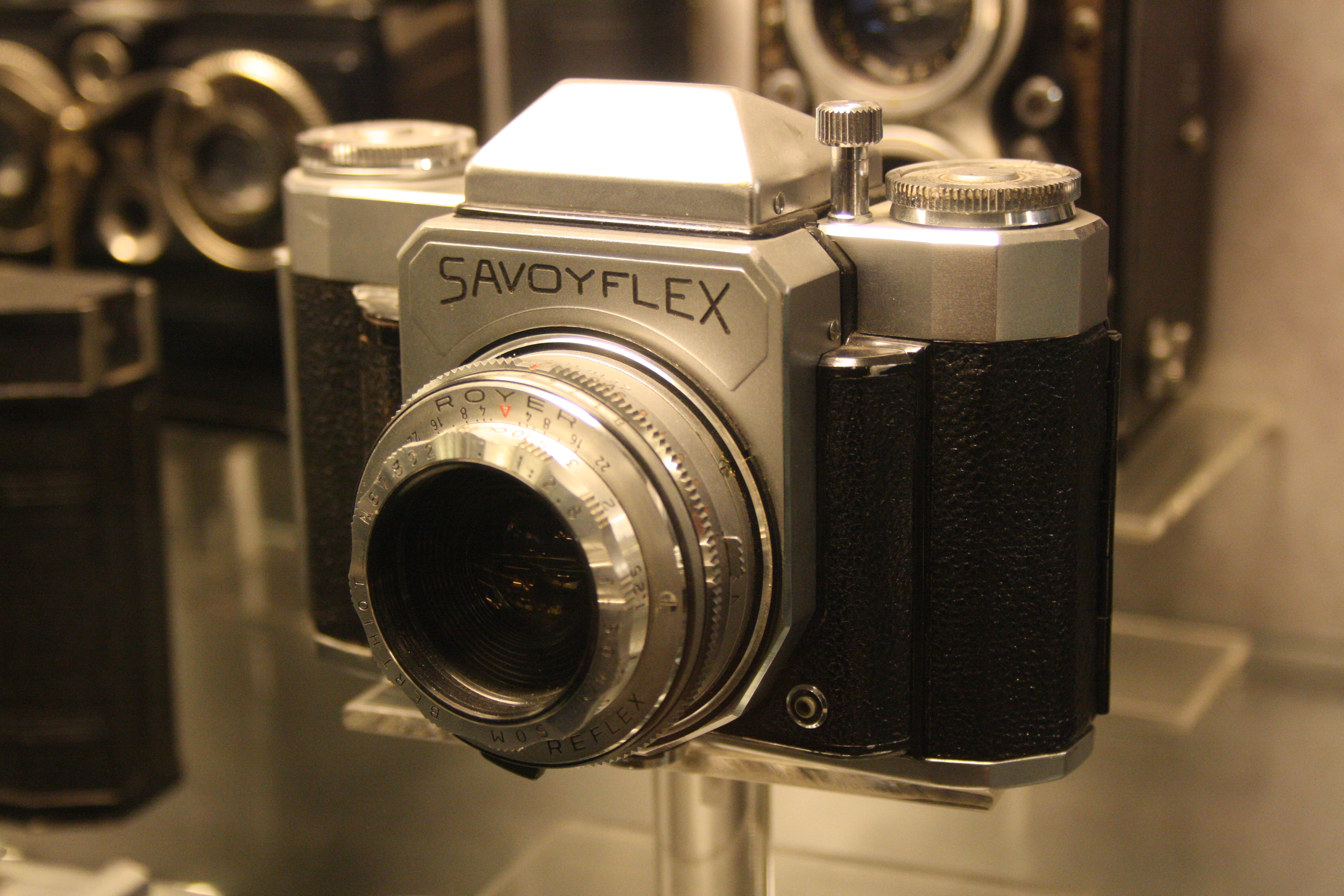
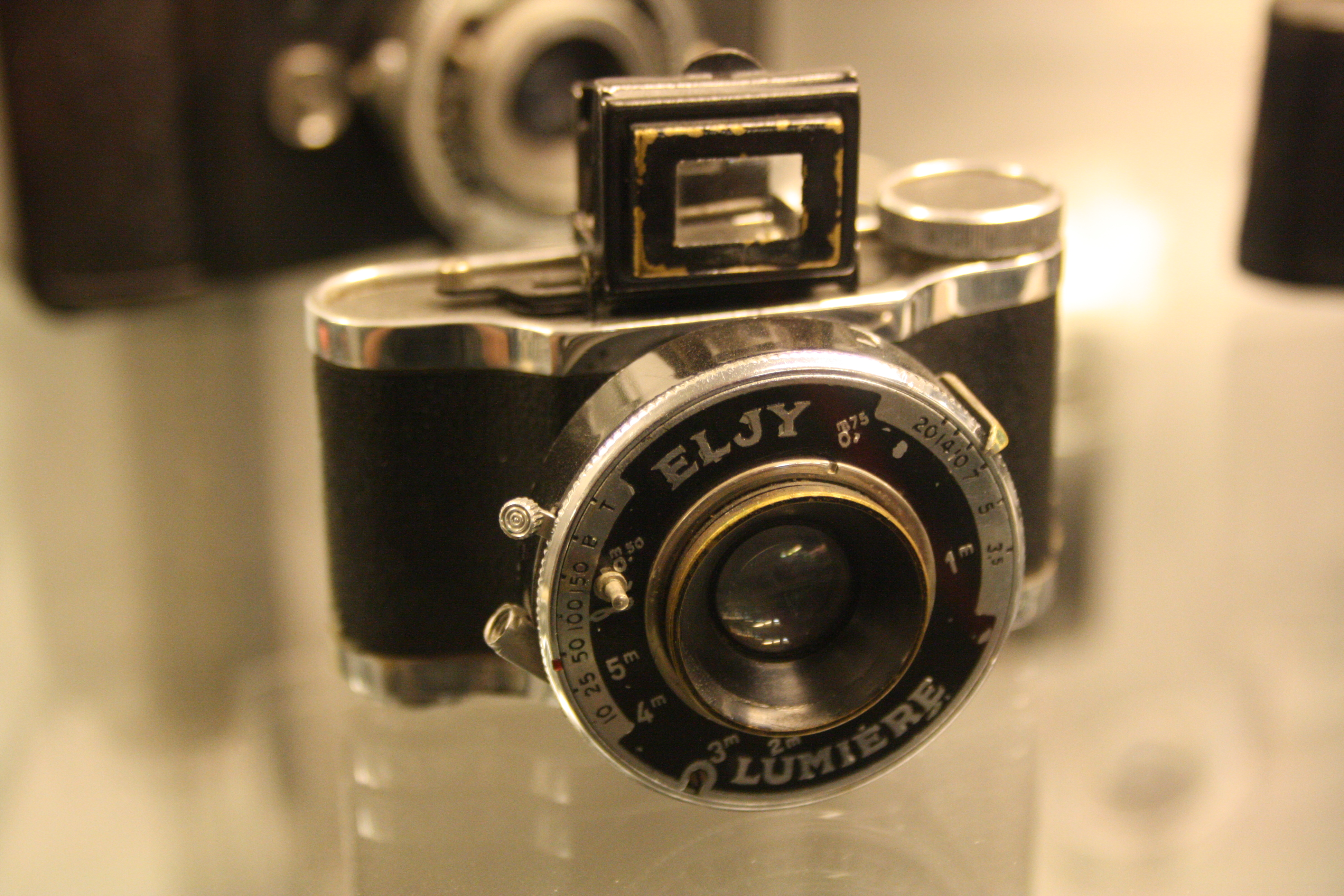
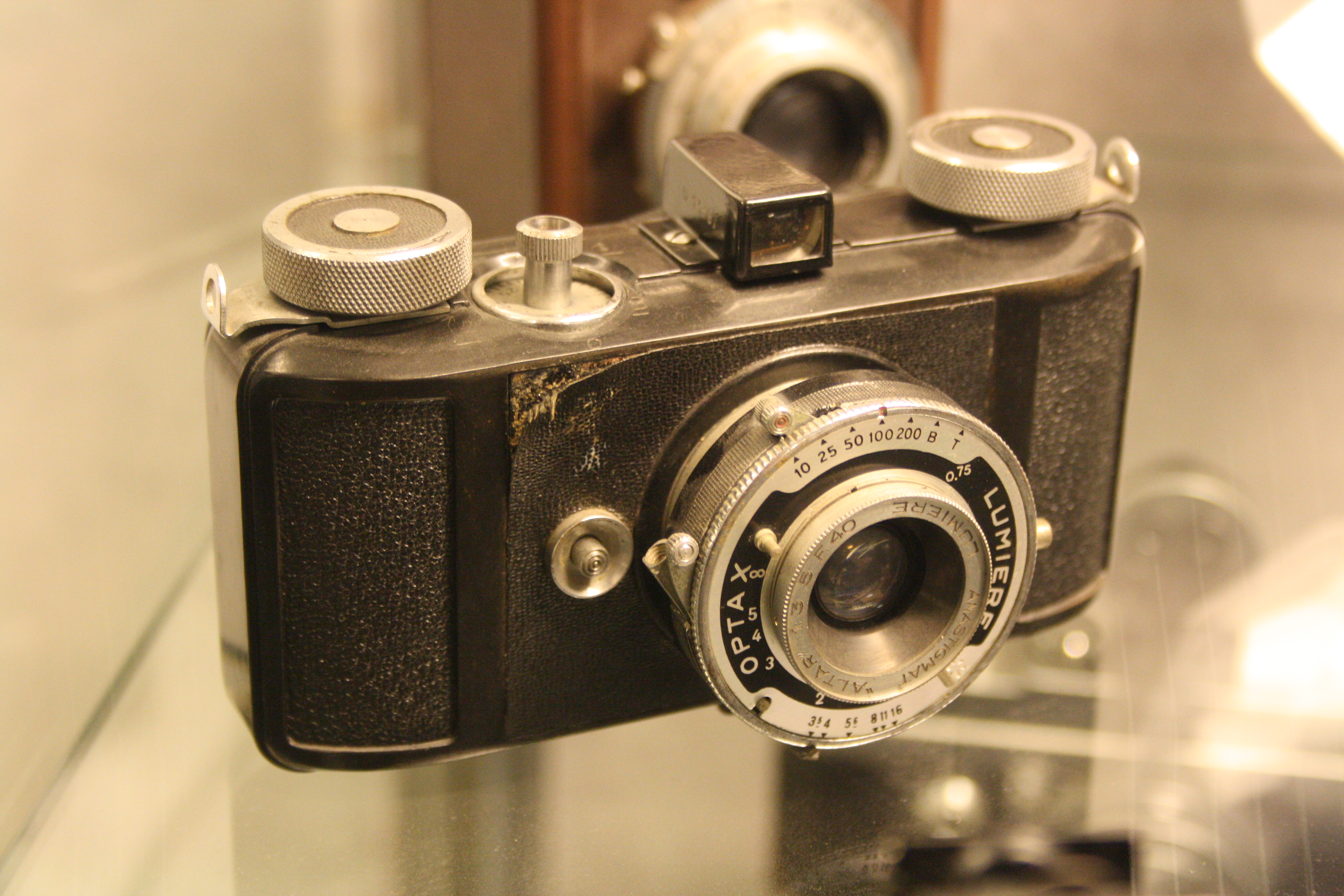
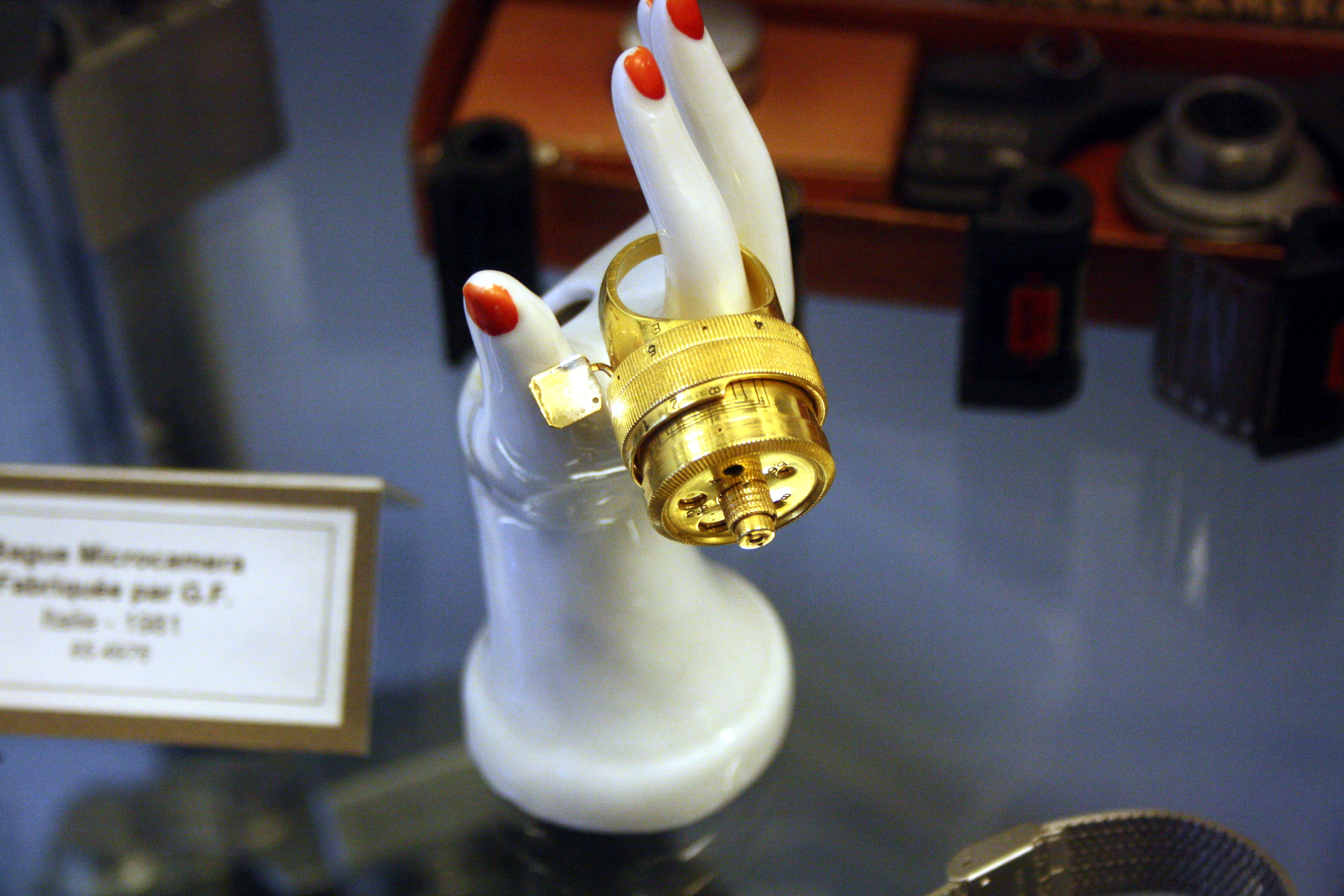